# بوريس غروموف

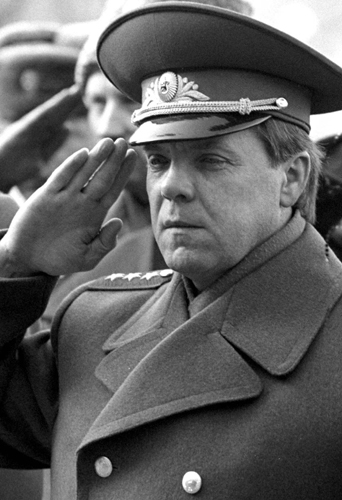
بوريس غروموف

بوريس غرموف (بالروسية:Бори́с Все́володович Гро́мов) من مواليد 17 نوفمبر 1943، وهو عسكري روسي، حاكم محافظة موسكو السابق، وهو آخر ضابط عسكري عبر في 15 فبراير سنة 1989، برفقة جنوده من الفوج الأربعين عندما اجتاز الحدود السوفيتية الأفغانية.

## وصلات خارجية
- بوريس غروموف على موقع IMDb (الإنجليزية)
- بوريس غروموف على موقع مونزينجر (الألمانية)
- Boris Gromov, Official website of Boris Gromov (بالروسية)
- Official website of Moscow Oblast. Boris Gromov, Governor (بالروسية)
- ITN & Pro Video documentary. Wars In Peace - Afghanistan (1990). Available on Google Video